# Богина, Алла Михайловна
Алла Михайловна Богина (15 октября 1945, Москва — 1 марта 2024, Москва) — советская и российская актриса театра и кино. Заслуженная артистка Российской Федерации (2018).

## Биография
Родилась 15 октября 1945 года в Москве.
По получении аттестата зрелости сразу подала документы в театральное училище имени Щепкина.
В 1968 году Богина окончила театральное училище имени Щепкина (обучалась на курсе Ирины Судаковой, Виктора Коршунова, Юрия Соломина).
По окончании училища три года работала в театрах Минска и Тбилиси. В 1970 году вместе с супругом Владимиром Богиным приехала работать в тбилисский театр имени Грибоедова, где сыграла в спектаклях «Свой остров» и «Одни, без ангелов».
В 1971 году дебютировала в кино, сыграв в фильме «Девушка из камеры № 25».
Весной 1972 года дебютировала на сцене Тульского театра имени Горького, где сыграла в спектаклях «Валентин и Валентина» и «Цезарь и Клеопатра».
Служила в Театре имени Моссовета и Московском театре драмы и комедии на Таганке. В последнем начала работать в середине 1970-х годов.
В 2005 году участвовала в озвучивании аудио-версии романа Михаила Булгакова «Мастер и Маргарита».
В 2018 году получила звание Заслуженной артистки Российской Федерации.
Была артисткой театра «Содружество актёров Таганки». С 2021 года снова в Театре на Таганке.
Умерла 1 марта 2024 года в возрасте 78 лет в Москве в своей квартире на 1-й Брестской улице. Прощание с актрисой должно было состояться 5 марта 2024 года в Церкви Серафима Саровского и Анны Кашинской. Похороны должны были состояться в тот же день. Похоронена на Троекуровском кладбище в Москве.
Она внезапно почувствовала себя плохо. Соседка вызвала врачей, но помочь женщине уже было нельзя.«Московский комсомолец»

## Личная жизнь
Была супругой Владимира Георгиевича Богина.

## Творчество

### Фильмография
- 1971 — Девушка из камеры № 25 — Катя; цирковая артистка и радистка
- 1973 — Разные люди (фильм-спектакль) — Ирина Сергеевна Лескова; учительница[источник не указан 476 дней]
- 1975 — Мальчик со шпагой — мама Мити Кольцова
- 1976 — Вы мне писали… — Нина Ильинична Журавлёва
- 1977[источник не указан 476 дней] — Хождение по мукам (9-я серия «Рощин») — мать Вадима Рощина
- 1988 — У войны не женское лицо (фильм-спектакль)

### Роли в театре
| Спектакль                                                                | Роль |
| ------------------------------------------------------------------------ | ---- |
| «Свой остров» (по пьесе Р. Каугвера, режиссёр П. Фоменко)                | Мари |
| «Одни, без ангелов» (по пьесе Л. Жуховицкого, режиссёр Г. Лордкипанидзе) | Галя |

| Спектакль                              | Роль      |
| -------------------------------------- | --------- |
| «Валентин и Валентина»                 | Валентина |
| «Цезарь и Клеопатра» (по пьесе Б. Шоу) | Клеопатра |

| Спектакль                                                                   | Роль                    |
| --------------------------------------------------------------------------- | ----------------------- |
| «Обмен» (по повести Ю. Трифонова, режиссёр Ю. Любимов)                      | Ксения Фёдоровна        |
| «Павшие и живые» (по В. Розову, режиссёр Ю. Любимов)                        | Ольга Беркгольц         |
| «Дом на набережной» (по повести Ю. Трифонова, режиссёр Ю. Любимов)          | Алина Фёдоровна         |
| «Мастер и Маргарита» (по роману М. Булгакова, режиссёр Ю. Любимов)          | Маргарита               |
| «Жалобная книга» (по А. Чехову, режиссёр Ю. Любимов)                        | Софья Павловна          |
| «Преступление и наказание» (по роману Ф. Достоевского, режиссёр Ю. Любимов) | Пульхерия Александровна |
| «Иванов» (по пьесе А. Чехова, режиссёр Н. Губенко)                          | Зинаида Саввична        |
| «ВВС (Высоцкий Владимир Семенович)» (спектакль Н. Губенко)                  | безымянная роль         |
| «Четыре тоста за Победу» (спектакль Н. Губенко)                             | безымянная роль         |
| «Весёлого Рождества, мама!» (режиссёр Н. Старкова)                          | Мария                   |

## Звания и награды
- Заслуженный артист Российской Федерации (Указ Президента Российской Федерации от 10.09.2018 № 513)[7].
- Диплом за роль Ольги Беркгольц в спектакле режиссёра Ю. Любимова «Павшие и живые» по В. Розову[3].

## Критика
Евгений Евтушенко в своей рецензии на спектакль театра на Таганке «Обмен», поставленный по одноимённой повести Юрия Трифонова перечислил А. Богину первой среди актёров, лепящих в этом спектакле характеры, по мнению Евтушенко, самостоятельно и смело, отметив неповторимость и разнообразность галереи созданных актёрами образов.
Кинокритик Людмила Донец в своей рецензии на фильм «Вы мне писали…» описывает проживающую в дорогостоящем «гнезде» с мебелью последнего образца Нину Журавлёву (в исполнении А. Богиной) как красивую, но бледную, женщину с затаёнными, притихшими, больными глазами. Предыстория этой Журавлёвой, по мнению Донец, остаётся закрытой для зрителя, но текущая обстановка в её жизни ясна: «мебель приобрели, а счастье потеряли». Как пишет Донец, несмотря на кажущуюся очевидность ситуации, которую народная мудрость описывает как «дурью мается, рожна ей не хватает», режиссёр подталкивает зрителя к той мысли, что, как минимум, неумно подозревать в несчастьи человека одну лишь его блажь. По заключению Донец, именно эта Нина Журавлёва, жизнь которой представляет собой «быт со сложившейся материальностью и невоплощённой духовностью», наиболее близка к остающейся неизвестной сочинительнице письма, но и она уверяет, что не писала этого письма.
Ирина Алпатова в своей рецензии на спектакль «Иванов» театра «Содружества актёров Таганки», поставленный по одноимённой пьесе Чехова отметила хозяйку Зинаиду Савишну (в исполнении А. Богиной), по привычке пичкающую «крыжовенным вареньем» гостей, собравшихся в доме Лебедевых на именины Шурочки.